# Aldeacentenera
Aldeacentenera ist ein südwestspanisches Dorf und eine Gemeinde (municipio) mit 593 Einwohnern (Stand: 2024) in der Provinz Cáceres (Extremadura). 

## Lage und Klima
Aldeacentenera liegt im Süden der Provinz Cáceres in einer Höhe von knapp 565 m. Die Entfernung zur Hauptstadt Cáceres beträgt 60 km (Fahrtstrecke) in westlicher Richtung. 
Unmittelbar in der Nähe zu einer großen Photovoltaikfreiflächenanlage befindet sich der Flugplatz von Aldeacentenera.
Das Klima ist meist warm und trocken; der eher spärliche Regen (ca. 697 mm/Jahr) fällt hauptsächlich im Winterhalbjahr.

## Bevölkerungsentwicklung
| Jahr      | 1970 | 1981 | 1991 | 2001 | 2011 | 2021 |
| Einwohner | 1543 | 1239 | 1086 | 898  | 701  | 571  |

## Sehenswürdigkeiten

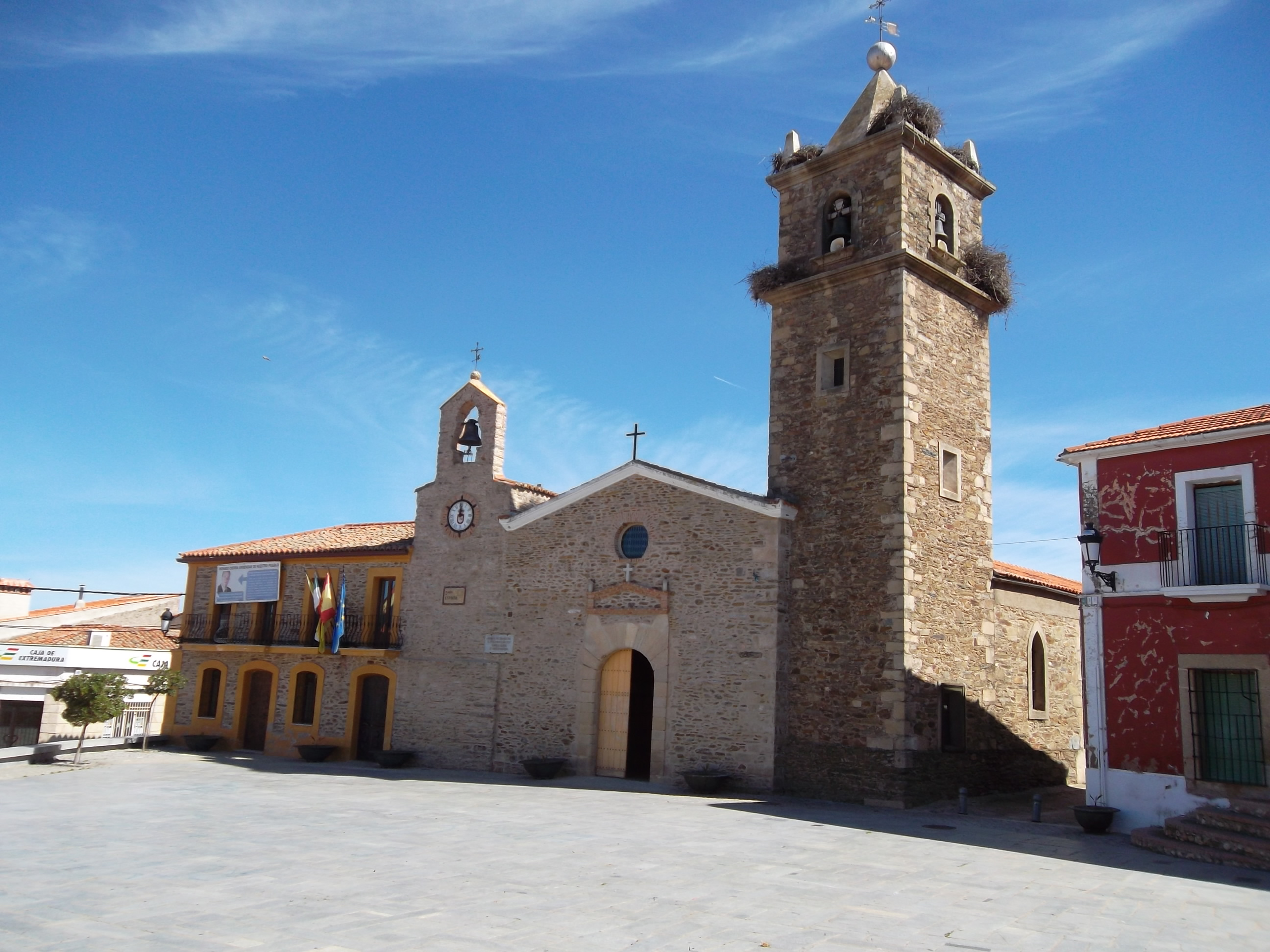
Bartholomäuskirche
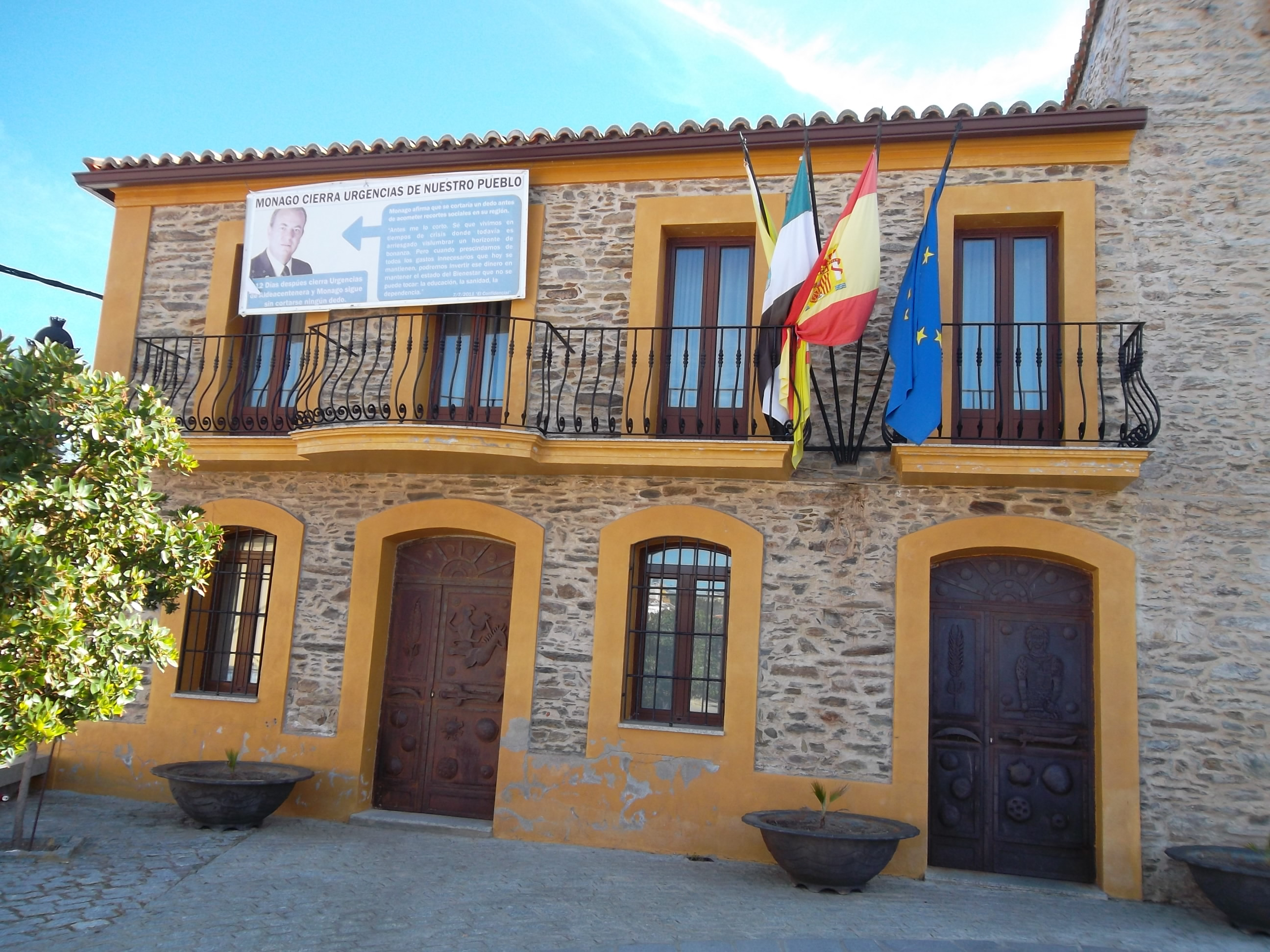
Rathaus

- Bartholomäuskirche
- Rathaus

## Persönlichkeiten
- Alonso Álvarez de Pineda (1494–1520), Konquistador

## Partnerschaften
Mit der ecuadorianischen Gemeinde Penipe bzw. dem Kanton Penipe sowie mit dem Stadtbezirk Habana del Este der kubanischen Hauptstadt La Havanna bestehen Partnerschaften. 